# Jarosław Różański
Jarosław Różański (* 29. August 1976 in Nowy Targ) ist ein polnischer Eishockeyspieler, der seit 2014 erneut bei Podhale Nowy Targ in der Ekstraliga unter Vertrag steht.

## Karriere
Jarosław Różański begann seine Karriere als Eishockeyspieler in der Nachwuchsabteilung von Podhale Nowy Targ. Für den Klub aus seiner Geburtsstadt debütierte er 1994 in der polnischen Ekstraliga. 1995, 1996, 1997 und 2007 wurde er mit dem Klub polnischer Meister und 2004 und 2005 auch Pokalsieger. Zudem gewann er mit Podhale 2004 auch die multinationale Interliga. Nachdem er die Spielzeit 2009/10 beim Ligakonkurrenten Zagłębie Sosnowiec verbracht hatte, kehrte er zu seinem Stammverein zurück und spielte dort bis 2012, ehe er nach dem Abstieg des Klubs in die I liga zu Aksam Unia Oświęcim wechselte, wo er zwei Jahre verbrachte. 2014, sein kleinpolnischer Heimatverein war zwischenzeitlich wieder in die Ekstraliga aufgestiegen, zog es ihn erneut nach Nowy Targ, wo er seither wieder spielt.

### International
Für Polen nahm Różański im Juniorenbereich zunächst an den U18-Europameisterschaften 1993 und 1994 teil. Mit der polnischen U20-Auswahl spielte er bei der Junioren-B-Weltmeisterschaft 1995.
Im Seniorenbereich spielte er mit der polnischen Nationalmannschaft zunächst bei den B-Weltmeisterschaften 1996 und 1999. Nach der Umstellung auf das heutige Divisionensystem nahm er den Weltmeisterschaften der Division I 2001, 2003, 2004, 2005, 2006, 2007, 2008 und 2010 teil. Bei der Weltmeisterschaft 2002 spielte er in der Top-Division. Dies war die bisher letzte Teilnahme der Polen, die trotz zweier Siege in der Abstiegsrunde gegen Italien und Japan absteigen mussten, weil nach dem damaligen Reglement ein Platz in der Top-Division für eine ostasiatische Mannschaft reserviert war, an der höchsten Stufe der Weltmeisterschaften. Zudem stand er bei den Qualifikationsturnieren für die Olympischen Winterspiele in Turin 2006 auf dem Eis.

## Erfolge und Auszeichnungen
- 1995 Polnischer Meister mit Podhale Nowy Targ
- 1996 Polnischer Meister mit Podhale Nowy Targ
- 1997 Polnischer Meister mit Podhale Nowy Targ
- 2001 Aufstieg in die Top-Division bei der Weltmeisterschaft der Division I, Gruppe A
- 2003 Polnischer Pokalsieger mit Podhale Nowy Targ
- 2004 Polnischer Pokalsieger und Gewinner der Interliga mit Podhale Nowy Targ
- 2007 Polnischer Meister mit Podhale Nowy Targ

## Ekstraliga-Statistik
(Stand: Ende der Spielzeit 2017/18)